# Forteresse de Salses
La forteresse de Salses est un ouvrage militaire construit entre 1497 et 1503 par les rois catholiques espagnols, Ferdinand II d'Aragon et Isabelle de Castille. Elle est située sur la commune de Salses-le-Château, à 17 km au nord de Perpignan, dans le département des Pyrénées-Orientales.
Elle fait partie des sites gérés par le Centre des monuments nationaux.

## Topographie
L'étroite bande littorale de 200 mètres de large située entre les premiers contreforts des Corbières maritimes et l'Étang de Leucate constituait un point de passage obligé pour toute armée d'invasion désirant passer du Languedoc en Roussillon. En effet, si des troupes à pied pouvaient éventuellement emprunter sans trop de difficultés les chemins escarpés des Corbières et contourner ainsi cette position par les hauteurs, il n'en était pas de même des lourds canons de l'artillerie et des innombrables charrettes de vivres, de matériel et de munitions accompagnant habituellement les armées en marche. La « plaine-goulet » de Salses était donc pour ces convois et ces attelages d'artillerie un point de passage obligé au milieu duquel la forteresse fut érigée comme un véritable verrou contrôlant le passage. Cette importance géostratégique du « goulet » de Salses est attestée dès l'antiquité par le passage à proximité de la Voie Domitienne et, à une période bien plus récente par ceux de la RN 9, de l'autoroute A 9 et de la ligne de chemin de fer de Narbonne à Port-Bou.

## Histoire
En 1496, par suite de la destruction du village et du château de Salses par l'armée française, les rois catholiques, Ferdinand II d'Aragon et Isabelle de Castille, décident la construction de la forteresse. Construite très rapidement entre 1497 et 1504 par le commandeur Ramírez, grand artilleur du Roi et par l'ingénieur Francisco Ramiro López, la forteresse gardait l'ancienne frontière entre la Catalogne et la France, face à la forteresse française de Leucate, aujourd'hui détruite. Cette forteresse aurait coûté 500 kg d'or, soit 20 % du budget de la Castille.
Alors qu'elle est encore en travaux, la forteresse subit et résiste à un premier siège des Français de Louis XII en 1503. Au cours de ce siège aura lieu l'explosion de la première mine de guerre qui ait réussi et qui fera plusieurs centaines de victimes. Il est possible que cet épisode se soit déroulé dans la barbacane qui défendait une seconde porte d'accès aujourd'hui disparue, mais dont on observe encore l'emplacement dans les importantes reprises de maçonnerie de la courtine nord. Abandonnant ce bastion détaché qu'ils estimaient perdu, les Espagnols se seraient repliés dans le fort, après avoir piégé la barbacane avec des charges de poudre. Selon quelques chroniques de l'époque, 600 soldats français auraient été tués ou blessés dans l'explosion. C'est après ce siège infructueux et meurtrier que les Espagnols auraient procédé à la construction de l'épais talus de maçonnerie (que l'on appelle également « fruit ») qui habille à l'extérieur la base des courtines et des tours. Les postes de tir (petites canonnières et embrasures à arquebuses) qui perçaient les courtines en partie basse afin de défendre le fossé furent à cette occasion murées par ce talus et le couloir périphérique qui, depuis les caves de la forteresse, desservait ces postes de tir, fut transformé en galerie d'écoute et de contre-mine.

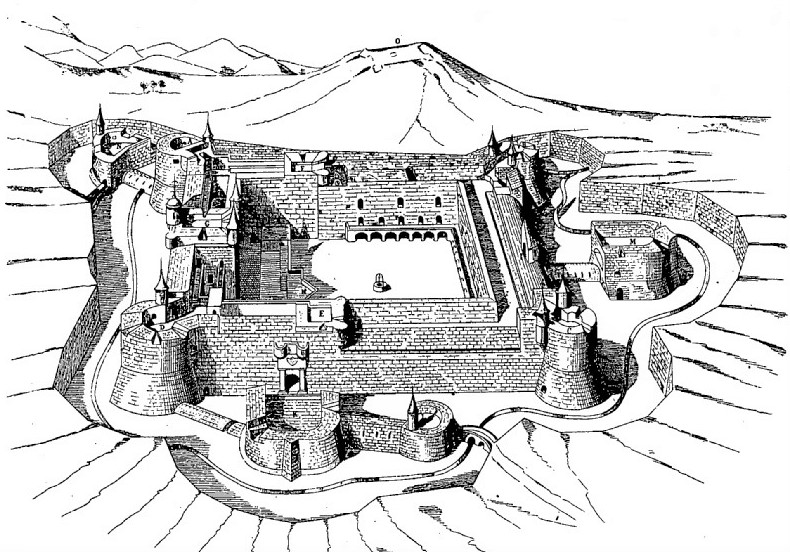
Le château de Salses
Congrès archéologique de France, 1906

En 1538, la forteresse reçoit la visite de Charles Quint.
En 1544, la paix signée entre Charles Quint et François Ier amène un siècle de tranquillité. C'est à cette époque que la forteresse commence à perdre peu à peu de la supériorité militaire que son architecture novatrice lui avait donné car dans l'intervalle, en Italie du Nord, était née une nouvelle forme de fortification encore mieux adaptée pour résister à l'artillerie : le plan bastionné.
Toutefois, elle est de nouveau assiégée pendant la guerre de Trente Ans (1618-1648), à trois reprises en trois ans : en 1639, en 1640 et en 1642. Le 20 juillet 1639, après 40 jours de résistance, la forteresse tombe aux mains des troupes françaises commandées par Henry II de Bourbon, prince de Condé et par le maréchal de Schomberg, gouverneur du Languedoc. Malgré cette prise, la forteresse joue son rôle car les troupes françaises ne sont pas en mesure de poursuivre leur offensive. En outre, sitôt prise, deux régiments français, soit 2 000 hommes, mis en garnison dans le fort sous les ordres de Roger de Bossost, comte d'Espenan, se retrouvent assiégés, à leur tour, par une armée espagnole sept fois plus nombreuse qui réutilise les ouvrages construits par les Français lors de leur siège et non démantelés. Le siège dure du 1er septembre 1639 au 6 janvier 1640. Seule la faim force les assiégés à se rendre.
Enfin, la forteresse est définitivement conquise par les Français, le 5 septembre 1642.
En 1659, la forteresse perd son intérêt stratégique avec la signature du traité des Pyrénées, le 16 novembre. En effet, le traité entérine l'appartenance définitive du Roussillon à la France et la forteresse se retrouve ainsi loin de la frontière.
À plusieurs reprises, dès 1685, et plus particulièrement en 1718 puis en 1726 l'idée est émise de la raser compte tenu de la charge que représentait son entretien. Toutefois, elle ne doit sa survie qu'au coût prohibitif de sa destruction.
Elle est partiellement restaurée et transformée à partir de 1691 sous la responsabilité de Vauban.
Elle sert tour à tour de prison d'État notamment pour les responsables de l'affaire des poisons (1682-1683) sous Louis XIV, puis de magasin à poudre pendant tout le XIXe siècle.
Brièvement de 1793 à 1804, la forteresse abrite de nouveau une garnison.
En 1817, le donjon est converti en magasin à poudre.
Le « château » est classé monument historique en 1886. En 2018 une précision est donnée sur le classement du site : « la forteresse de Salses avec l’ensemble de son dispositif de défense, situés sur la parcelle 19 de la section AA du cadastre ».

## Architecture

Vue générale de la forteresse. Septembre 2019.

### Une architecture militaire de transition

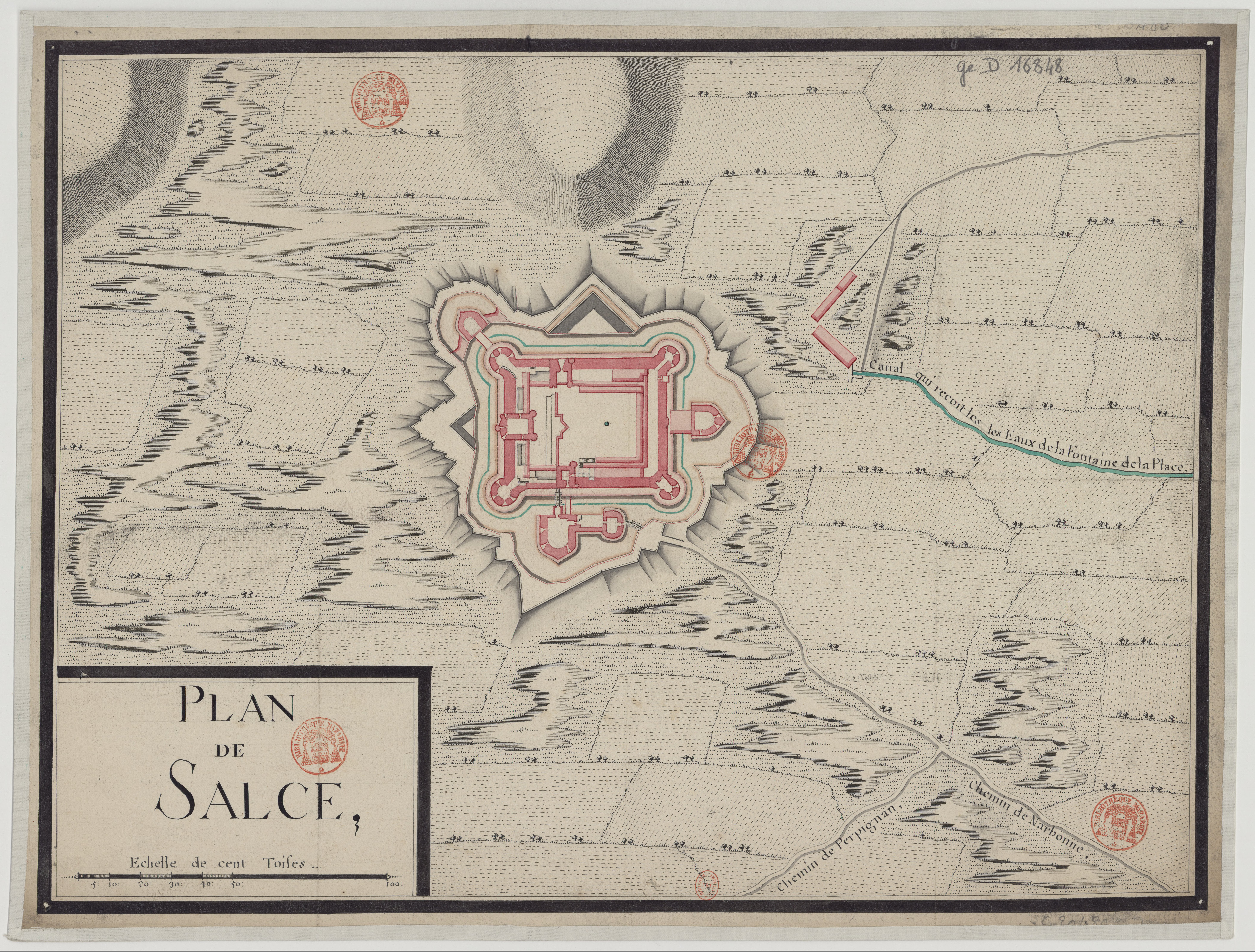
Plan de la forteresse de Salses en 1725

Son plan (un rectangle de 115 m de long pour environ 90 m de large) et son architecture de « fortification semi-enterrée et à tirs rasants », révolutionnaires à l'époque, présentent un exemple rare de transition entre le château fort médiéval et les fortifications bastionnées qui commencèrent à apparaître dès le premier quart du XVIe siècle.
La forteresse se divise en deux parties de superficies inégales et séparées par un large fossé intérieur et une courtine à éperon. La première partie, celle située à l'est, est constituée par une vaste place d'armes autour de laquelle sont disposés les logements de la troupe et les écuries. La seconde partie appelée le « réduit » comprend principalement en son centre un donjon dénommé « la tour de l'Hommage » qui est une traduction littérale de son nom en espagnol. Cette seconde partie est indépendante du reste de la forteresse dont elle se défend par son propre fossé qui précède une courtine dont l'éperon est tourné face à la place d'armes. Le seul accès à ce réduit défensif se fait à partir de la place d'armes, au moyen d'un pont-levis franchissant le fossé.
L'innovation de Salses vient de la nécessité de s'adapter au développement de l'artillerie à boulet métallique. Les murailles, de six à dix mètres d'épaisseur (quinze mètres à la base si l'on prend en compte l'épaisseur du talus incliné qui habille le pied des tours et des courtines), sont majoritairement constituées de moellons d'un format plutôt cubique, taillés en moyen appareil dans une roche dure qui n'a pas été extraite sur place et a été amenée par charrois. À cette solide maçonnerie de moellons se mêlent des nombreuses parties constituées de briques pleines, la brique étant un matériau déjà connu à cette époque pour sa bonne résistance aux boulets. Le caractère le plus novateur de Salses, à l'époque où il fut construit, est que l'ensemble de la forteresse est semi-enterré au fond des profonds et larges fossés qui l'entourent. Seule dépasse du paysage environnant la moitié supérieure des tours et des courtines, le reste étant dissimulé aux yeux de l'assaillant.
La forteresse possède un donjon qui abritait le bureau du gouverneur, des logements d'officiers et des bureaux d'administration. Ce donjon, muni de tourelles d'angle, comporte une cour intérieure carrée, au centre de laquelle se trouve un puits. Un réseau labyrinthique de couloirs de communication a été réservé dans la grande épaisseur de ses murs.
Le système de défense comprend des douves, de très nombreuses meurtrières extérieures, des couloirs étroits défendus par des meurtrières intérieures, de lourdes portes et de petites cours intérieures défendables par des tirs croisés. L'un des aspects les plus impressionnants de ce système défensif est la présence de trois tours d'artillerie détachées, implantées au fond du fossé spécialement élargi à leur emplacement. Cent cinquante ans plus tard, dans la fortification bastionnée, de tels ouvrages détachés du corps de place seront dénommés contre-gardes. Ces tours détachées avaient également un rôle de défense passive, un rôle de boucliers, puisqu'elles sont implantées en avant d'autres ouvrages qu'elles protégeaient partiellement par leur masse imposante : la tour d'artillerie située à l'angle nord-est de la forteresse, la courtine nord-est qui fait face au village de Salses et à l'étang éponyme et enfin, la barbacane qui contrôle l'entrée de la forteresse. Ces tours détachées, en forme de fer à cheval, ont leur partie arrondie armée d'un saillant de maçonnerie formant un éperon, dispositif censé empêcher l'assaillant de se tenir dans cet emplacement qui constitue une zone d'angle mort relativement à l'abri des vues et des coups des défenseurs. De plus, bien que détachées du corps de place, ces tours n'en sont pas totalement isolées, car elle communiquent avec lui au moyen de couloirs semi-souterrains implantés dans le fond du fossé et qu'on appelait à cette époque « caponnières » (plus tard, au XIXe siècle, le terme « caponnière » désignera un ouvrage défensif d'un tout autre genre destiné à remplacer les bastions d'angle dans les forts du système Séré de rivières). Ces couloirs solidement voûtés n'étaient pas que de simples communications permettant aux défenseurs de circuler à l'abri : ils participaient aussi à la défense active du fossé car ils sont percés de nombreuses embrasures de tir pour armes individuelles (les arquebuses au début puis les mousquets ensuite) qui permettaient aux défenseurs de faire des tirs rasants sur les assaillants qui auraient réussi à descendre dans les fossés.
Salses est la première parade cohérente face à la mine explosive et à la nouvelle artillerie à boulets métalliques. Il annonce, mais trente ans à l'avance, la formule du bastion angulaire et terrassé qui sera élaborée en Italie du Nord. C'est la première place forte, à la fois, fort d'arrêt défensif et base d'opérations offensives pour une armée de métier payée par un État.
La forteresse de Salses est la somme et la synthèse de trois traditions de construction militaire :
1. espagnole par la complexité extrêmes des circulations internes, par la hiérarchie en trois entités des bâtiments : donjon, réduit puis la cour commune, par les couronnements de briques et les échauguettes en encorbellement ;
2. italienne par la symétrie des formes de la forteresse sur un axe est-ouest, par la structure interne des tours ;
3. bourguignonne par l'enfouissement général des masses ouvragées, par la construction d'ouvrages avancés reliés par des caponnières, par la présence de tours dans les angles, par les galeries d'escarpes.

La modernité, quant à elle, est illustrée par la compacité des volumes externes, par la multiplication des ouvrages avancés défensifs, par la captation de l'eau (c'est la première fois dans l'Histoire), sa conservation et son utilisation tant à des fins domestiques (comme boisson pour les hommes et les animaux ou pour l'hygiène corporelle) que militaire (refroidissement des canons, lutte contre les émanations de poudre noire lors des tirs d'artillerie)

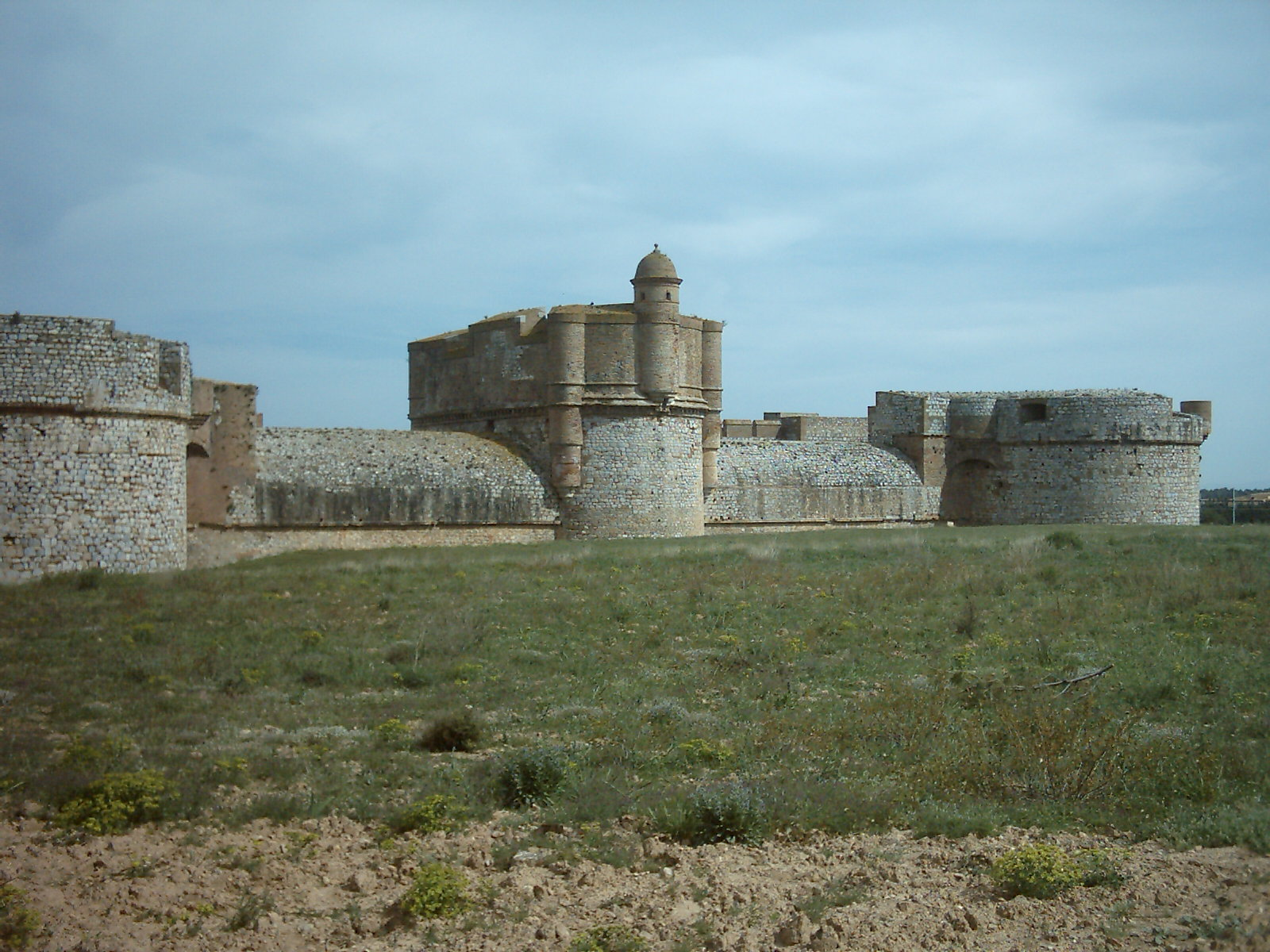
Abords et aspect enterré de l'ouvrage

### Avantages et inconvénients des choix retenus pour sa construction
L'évolution de l'armement et des stratégies militaires à la fin du Moyen Âge permet de comprendre les principes qui ont été retenus pour la construction de la forteresse.
L'artillerie naît au XIVe siècle, mais les énormes boulets de pierre qui étaient utilisés avaient un pouvoir de destruction limitée. Ils étaient tirés à faible distance et les boulets se brisaient sur les remparts de pierre des châteaux féodaux sans véritablement apporter des destructions importantes.
Tout change avec l'utilisation de boulets métalliques, à partir du XVe siècle. Ceux-ci ne se brisent plus sur les murailles et parviennent à disloquer les hautes courtines. Le boulet de fer de plus petit calibre est tiré de plus loin, par des canons de taille réduite, donc plus faciles à déplacer et d'une précision plus grande, capables d'ébranler les murailles les plus solides par la répétition de l'impact du boulet au même endroit. L'invention du boulet métallique modifie considérablement l'art de la guerre : les guerres, d'essentiellement statiques et défensives, deviennent mobiles et offensives.
La reconstruction de la forteresse de Salses prend en compte tous ces éléments. Elle est installée en plaine, dans un passage imposé par le relief aux troupes venant de France pour aller vers l'Espagne et le Roussillon, qui en dépendait. Le but est, tout à la fois, d'en interdire le passage et  d'immobiliser un grand nombre d'hommes de guerre pour un siège qui ne pourrait être que coûteux en vies humaines et en temps pour l'assaillant. La fixation des troupes de l'envahisseur français a pour objectif de permettre aux troupes espagnoles de se préparer et d'arriver pour détruire les attaquants avant qu'ils ne se répandent, comme par le passé, dans la plaine du Roussillon.
Elle relève le défi, aussi, en enterrant les murailles dans le sol et en les épaississant.
Ce parti pris est efficace contre les projectiles ennemis, mais il réduit considérablement le champ de tir des meurtrières. Par compensation, leur nombre est multiplié : 400 meurtrières sont dirigées vers l'extérieur. Mais aussi, un grand nombre sont orientées vers l’intérieur pour défendre chaque couloir, chaque escalier, chaque courette et chaque porte. La forteresse devient ainsi un piège meurtrier pour les attaquants qui auraient réussi à en atteindre l'intérieur.
De nombreux emplacements de tir pour les canons sont aménagés sur les plates-formes supérieures des tours, et aussi des cavaliers qui sont des plates-formes surélevées enjambant une terrasse et jouant le double rôle de poste de surveillance et de défense. D'autres ont été construites dans les tours d'angle.
L'utilisation de la brique catalane sur les parties hautes avait pour but d'amoindrir les effets destructeurs des boulets. La brique, par ses propriétés mécaniques, limite le choc du boulet métallique en offrant une certaine souplesse lors de l'impact, contrairement à la pierre.
Enfin, face au perfectionnement des techniques de sapes et à l'apparition des charges de poudre, les chambres de tir balayant les fossés sont bouchées par un épais fruit en pierre. Ces galeries et chambres de tir, qui servaient de galeries d'écoute et de contre-mine, sont encore complètement en place.
Mais ces innovations restent imparfaites : les tours à plan circulaire présentent un caractère archaïque, avec des angles morts faciles à miner. Cet inconvénient ne disparaîtra qu'avec la mise au point du front bastionné, au milieu du XVIe siècle.
Un autre défaut de la forteresse de Salses est, paradoxalement, son enterrement, qui a eu pour conséquence que les escarpes soient deux fois plus hautes que les contrescarpes, laissant ainsi la muraille exposée au tir d'artillerie des assiégeants sur plus de sept mètres de hauteur. Les canons des défenseurs installés en haut de la fortification, ne pouvaient pas non plus pratiquer des tirs rasants sur les glacis, qui auraient pu décimer les troupes montant à l’assaut.

### Description

#### Les contrescarpes
Les contrescarpes sont les parois du fossé du côté de l'assaillant. Elles étaient prolongées d'un chemin couvert de pierres qui a été rasé par Vauban. Les poternes qui les percent à la base ouvraient sur des galeries de contre-mines. On accède à ces poternes de contrescarpes par les ouvrages avancés.

#### Le fossé
Le fossé est large de douze à quinze mètres. Le fond du fossé est du même niveau que les salles les plus basses de la forteresse. Ceci permet d'émettre l'hypothèse que la forteresse a été bâtie à partir d'une immense excavation naturelle.
Au centre du fossé court une cunette en pierre. La cunette est une sorte de canal d'évacuation ou de rigole qui permet de drainer les eaux des fortes pluies qui tombent en Roussillon. En effet, les pluies abondantes lors des orages notamment, transforment rapidement le fossé en marécage. C'est encore le cas de nos jours.
Toutefois, il est à noter que le fossé n'était pas prévu inondable dans un premier temps : des meurtrières balayant les fossés et des poternes installées dans la contrescarpe et l'escarpe (qui avaient pour but de faire intervenir à revers des fantassins ou de la cavalerie contre l'ennemi qui aurait réussi à envahir le fossé) interdisaient toute inondation du fossé.
À la suite du premier siège, entrainant par son architecte une modification substantielle de l'édifice, les chambres de tir balayant les fossés ont été toutes bouchées par un fort talus maçonné.
En s'appuyant sur un épisode survenu au cours de la guerre de Trente Ans, on a longtemps cru possible que le fossé soit inondable à la demande. Or sur les quatre à cinq ans où la forteresse de Salses se retrouva au cœur des combats entre Français et Espagnols, les témoins n'évoquent pas cette possibilité. L'inondation de 1639 semble donc plus les conséquences des pluies et orages dont la violence fut telle qu'elle empêcha l'armée française de Schomberg de secourir les troupes assiégées du marquis d'Espenan.
Ces fossés ont été en eau au XIXe siècle et ont entrainé des désordres très importants dans les maçonneries des galeries d'écoute.

#### Les ouvrages avancés
La forteresse  est flanquée au nord-ouest, à l'est et au sud de trois ouvrages extérieurs en forme de demi-lune dont l'extrémité comporte un éperon pour dévier les chocs frontaux des boulets. Ces ouvrages sont reliés à la forteresse par des caponnières, c'est-à-dire des tunnels aux galeries voûtées.
Les ouvrages avancés sont dotés d'une forte artillerie sommitale. Leur but, défensif, est d'empêcher les assaillants de se rapprocher de la forteresse pour y installer leur propre artillerie à une portée efficace des murs.
L'ouvrage avancé au sud-ouest est doublé, car c'est à travers lui qu'on rentre dans la forteresse de Salses.

#### Les escarpes
Les escarpes sont les parois du fossé du côté de la place forte. À la forteresse de Salses, elles sont, en outre, dotées d'un talus qui a été ajouté après le siège de 1503. Le talus a pour but de protéger la muraille de l'action des mineurs.
Les galeries d'escarpe, voutées en demi-berceau et ceinturant toute la forteresse y compris la base des tours, jouent à la fois le rôle de galerie d'écoute et de galerie de contre-mine.
La galerie d'escarpe est parcourue par une cunette qui apportait l'eau nécessaire au service des armes, et par un égout qui permettait l'évacuation de cette eau. Elle est aussi équipée de nombreux urinoirs.
L'étroitesse de la galerie et son voutement en demi-berceau ne permettaient pas à l'assaillant d'y pénétrer en force. Les défenseurs pouvaient se retirer vers le réduit, puis vers la tour de l'Hommage (le donjon), facilement, tout en continuant à causer de sérieux dommages aux attaquants.

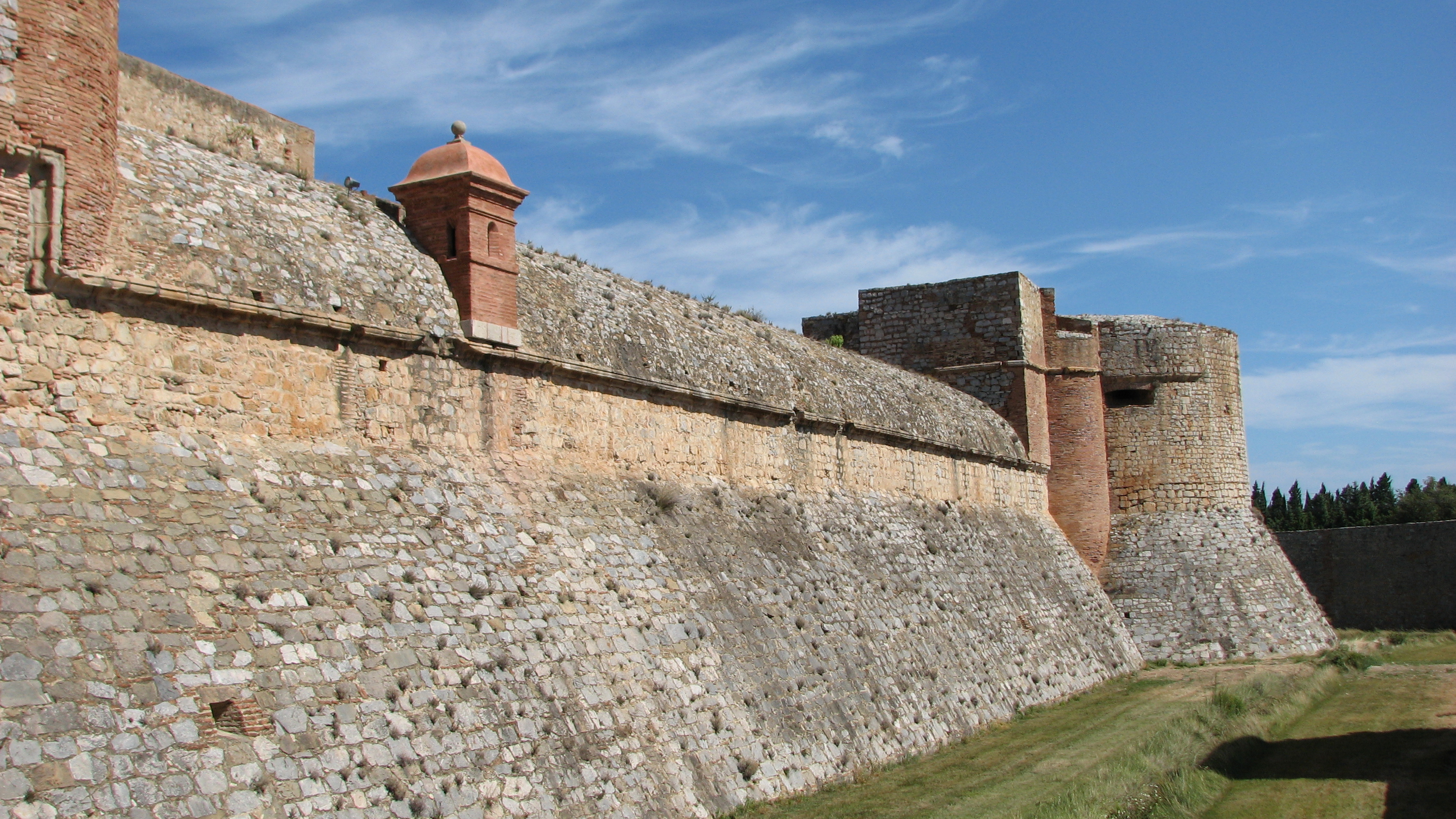
Muraille extérieure

#### Les tours d'angle
Les tours d'angle sont au nombre de quatre. Celles orientées vers la France sont hautes de 21 mètres. Elles possèdent  quatre niveaux internes de casemates, c'est-à-dire des chambres de tir protégées des tirs adverses. Les tours du côté des parties communes, c'est-à-dire du côté de l'Espagne, ne mesurent, quant à elles, que dix-huit mètres de haut et ne possèdent que trois niveaux internes de casemates.
Les chambres basses des quatre tours étaient percées d'embrasures de tir rayonnantes et d'une poterne en chicane. Ces ouvertures ont été murées après le siège de 1503, par la construction du talus.
Le dernier niveau des tours est séparé des niveaux inférieurs par un massif de maçonnerie de plusieurs mètres d'épaisseur afin de mieux résister aux tirs de l'artillerie des assaillants.
Elles sont traversées sur toute leur hauteur par un orifice central. Il servait à la fois de monte-charge pour les canons, les tonneaux de poudre ou les boulets, mais aussi de porte-voix pour une transmission rapide des ordres. Cet orifice central était aussi indispensable pour l'évacuation des fumées émanant des tirs des canons ou des fusils.
Il n'y a pas d'escaliers dans les tours. Chaque niveau est indépendant des autres. Les communications se faisaient à l'horizontale, à travers les casernements.
Au fond de la tour, un puits à eau est alimenté naturellement par l'une des nombreuses sources sur lesquelles a été construite la forteresse. Cette eau est indispensable tant pour les hommes que pour le refroidissement des canons. Elle était utile pour absorber la fumée des poudres noires, plus lourde que l'air.
L'artillerie de la forteresse comprenait vingt-quatre canons. Ceux de gros calibres étaient disposés sur la plate-forme extérieure, au sommet des tours.
Les plateformes d'artillerie qui couronnent les tours ne datent pas de la construction de la forteresse. À l'origine, elles étaient couronnées d'un élégant parapet crénelé, porté sur des faux mâchicoulis et surplombé par des guérites en encorbellement, comme il est possible de les voir sur un dessin du Portugais Francisco de Ollanda, de 1538, conservé à la bibliothèque de l'Escurial (Espagne).

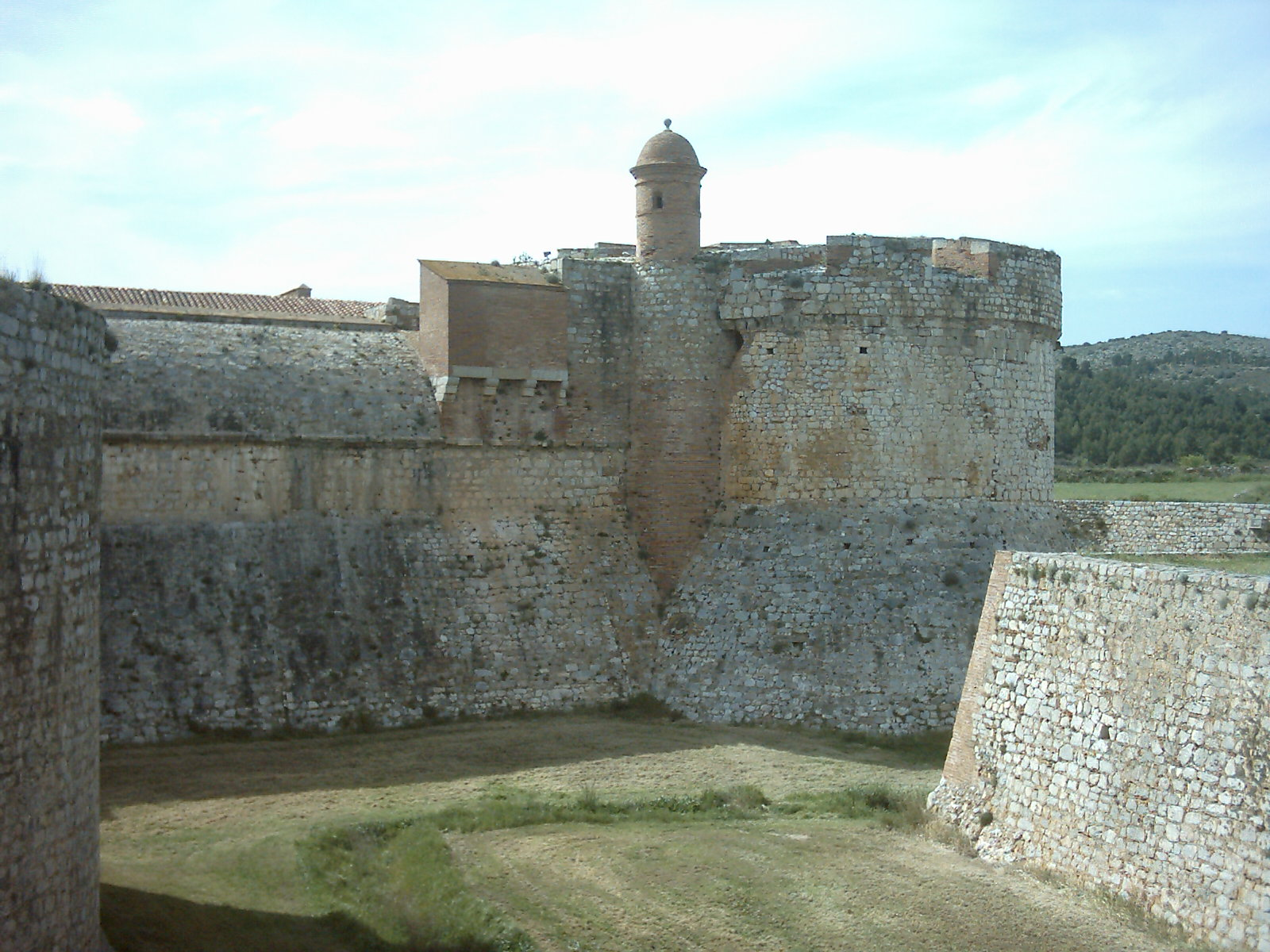
Fossé, tour d'angle

#### Le châtelet d'entrée
Le châtelet d'entrée protège le point faible de la forteresse, à savoir son unique entrée.
Pour pénétrer dans la forteresse, il faut traverser plusieurs obstacles. Il faut, d'abord, franchir un pont dormant, puis une barbacane, puis un pont-levis à flèches pour accéder à la demi-lune. Il faut parcourir, alors, un passage coudé avant de traverser un second pont dormant et arriver devant le châtelet d'entrée.
Le châtelet est purement ornemental et n'est extérieurement pourvu d'aucun moyen défensif. Deux tourelles cylindriques en briques pleines catalanes ménagent une terrasse au-dessus d'une porte à fronton. Les tourelles encadrent un bas-relief en pierre qui est en léger retrait sous un arc en anse de panier. Le bas relief est orné d'armes qui pourraient ou auraient pu être celles des Rois Catholiques.
Ensuite, il faut passer par cette porte pour atteindre la place d'armes après avoir parcouru un dédale de portes, de vestibules, de couloirs qui sont autant de pièges pour les attaquants.

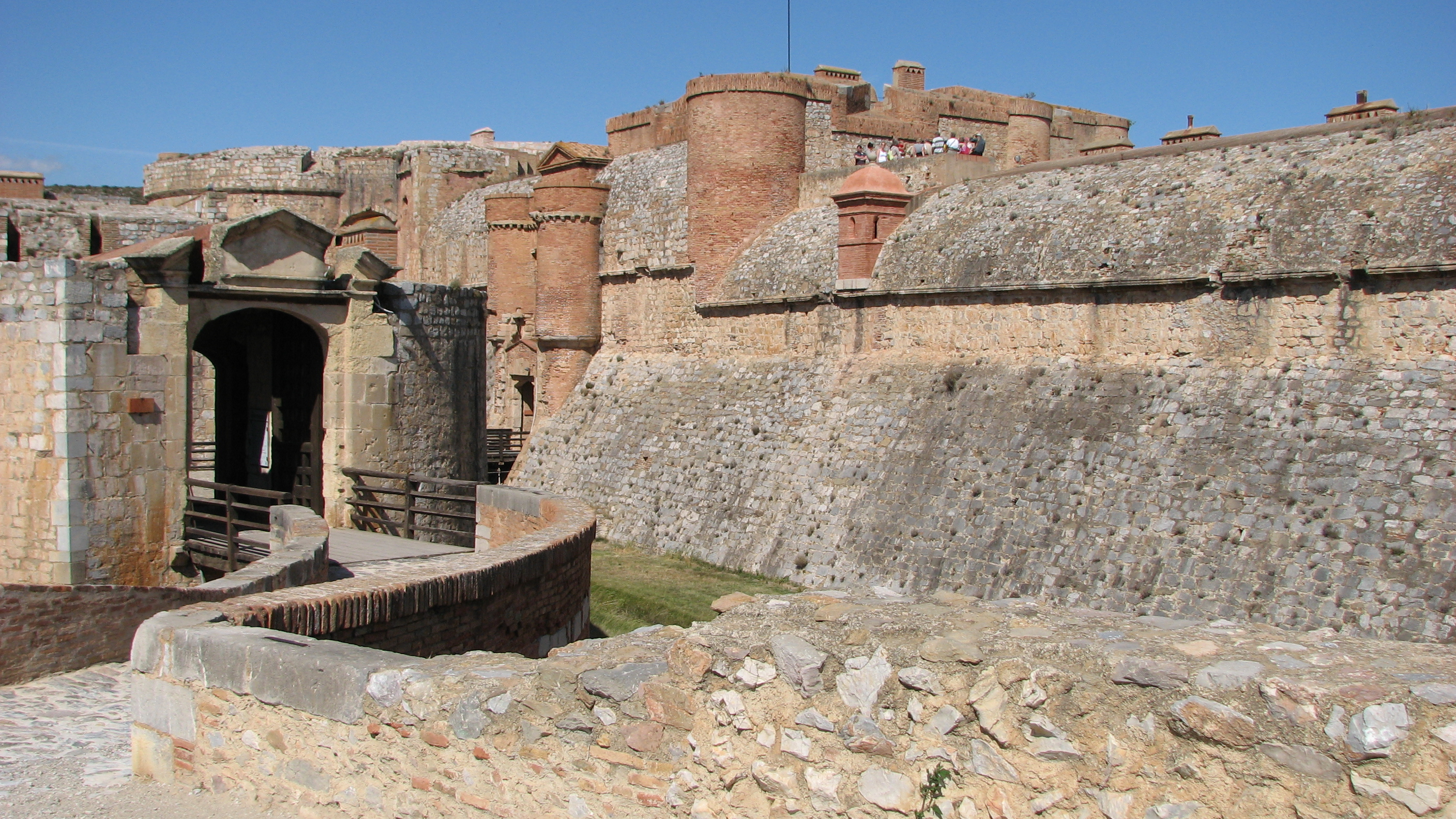
Poterne
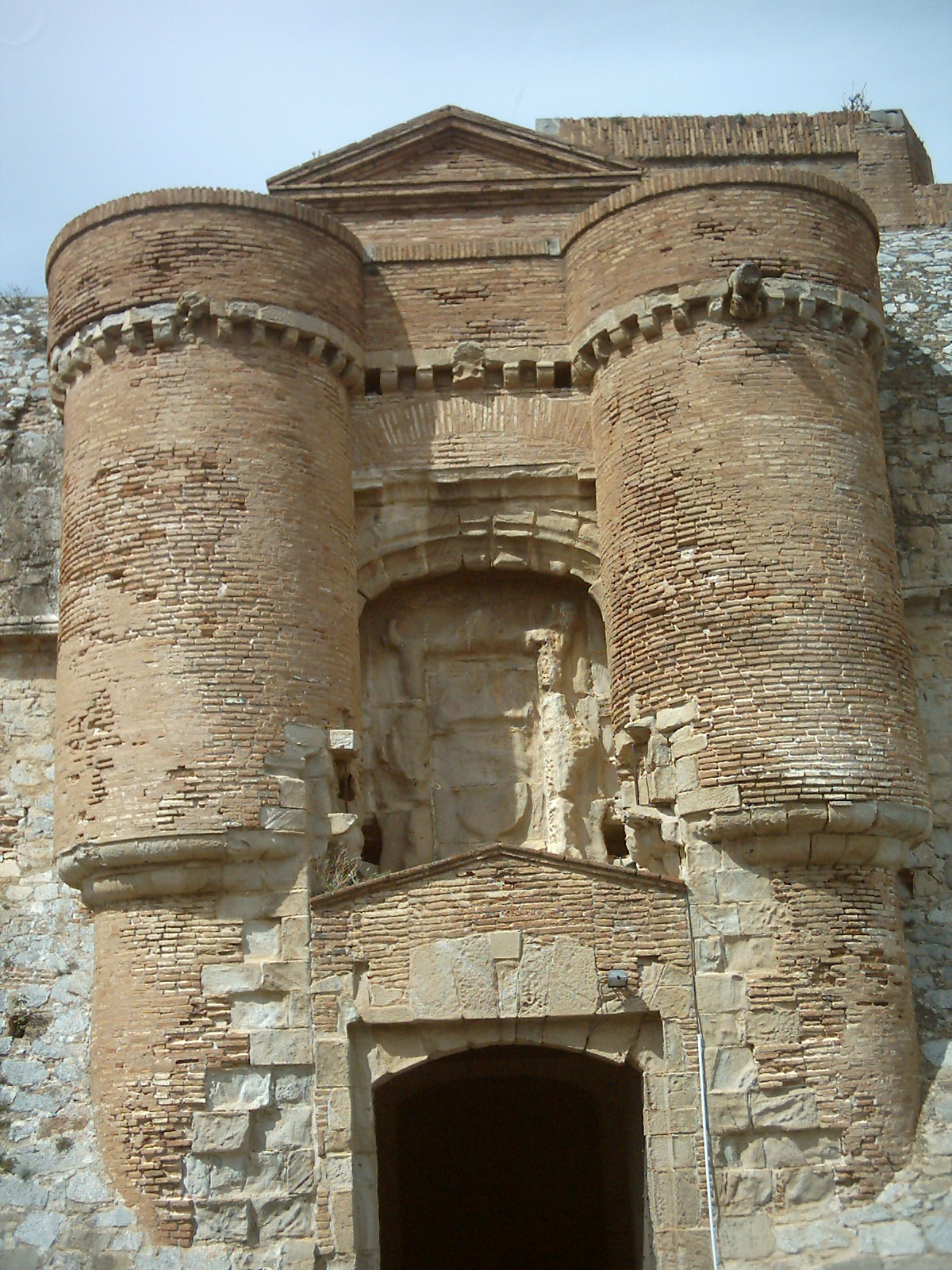
Portail d'entrée

#### La tour de l'Hommage
La tour de l'Hommage est le donjon de la forteresse.
Le donjon fonctionne comme un ultime refuge. Il est isolé de tout par un habile système de pont-levis et de cours. Il peut, par ailleurs, assurer sa propre défense grâce à de multiples chambres de tir disposées sous tous les angles. Les couloirs étroits imposent aux assaillants de sortir un par un des passages, sous les feux croisés des défenseurs.
Le donjon se présente extérieurement sous la forme d'un rectangle. Il est plat côté cour et semi-circulaire côté campagne, c'est-à-dire du côté de la France, afin de dévier les boulets. De ce côté, le mur est complètement aveugle et est particulièrement épais afin de servir de mur bouclier. Il s'élève sur sept niveaux, séparés par de forts planchers, excepté la terrasse sommitale qui repose sur une épaisse voûte. Cette terrasse supérieure culmine à vingt-six mètres de haut et était à l'origine occupée par une tourelle de guet. Il est possible de voir cette tourelle sur des dessins anciens notamment sur le dessin à plume, encre de Chine et aquarelle de Louis Nicolas Lespinasse (1734-1808) ou sur une gravure du XVIIe siècle.
Les trois étages principaux sont équipés de manière que le poste de commandement de la forteresse soit aussi à usage d'habitation pour le gouverneur. On y retrouve tout un confort moderne pour l'époque : cheminées, éviers, latrines reliées à un tout-à-l'égout (environ soixante toilettes ont été dénombrées dans la forteresse), poste de puisage, alcôve, placards, fenêtres à bancs latéraux. Toutefois, ce confort n'était pas nuisible à la défense du bâtiment car les mêmes pièces sont équipées de nombreuses embrasures de tir et chaque niveau donne accès à un important dispositif de communications internes pour faciliter la transmission des ordres.

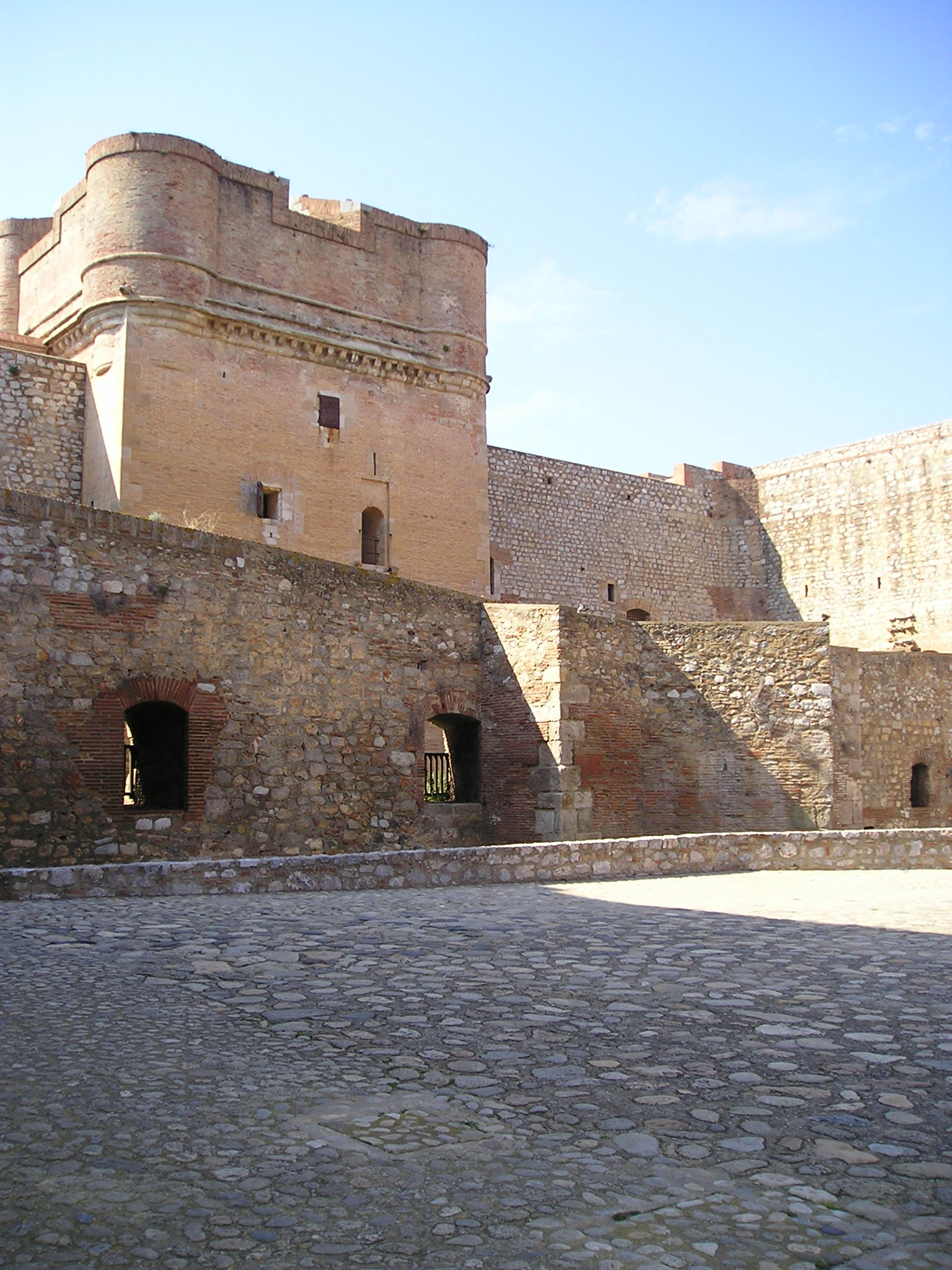
Donjon, vu de la cour intérieure

#### Le réduit
Le réduit  est l'espace de repli où pouvait se dérouler la phase ultime et décisive des combats, si la place venait à être envahie. S'il tombait, il ne restait aux défenseurs que le donjon.
Il est séparé de la cour centrale par un fossé intérieur et par un rempart resté inachevé.
Le réduit est une zone qui regroupe l'ensemble des organes vitaux de la forteresse. C'est une forteresse dans la forteresse. À la différence de la tour de l'Hommage, il est conçu pour tenir par la force et dans la durée. Il concentre, ainsi, tous les organes vitaux de la forteresse, lui assurant une puissance autonome.
Il est structuré autour d'une cour intérieure.
À l'ouest, se trouvent des magasins à poudre, une prison, les magasins aux vivres et aux farines, la boulangerie avec ses fours. À l'angle nord-ouest, une pièce est équipée de bassins d'eau et, au sol, de plusieurs canaux munis de glissières pour permettre le captage des sources et la distribution des eaux.
À l'est, une construction et un fossé séparent le réduit de la cour centrale. Cette construction est munie d'un éperon saillant. Elle abrite une vaste écurie ou bergerie (les interprétations varient) et une cuisine ou laiterie équipée d'une cheminée monumentale qui servait à assurer une certaine fraîcheur dans la pièce pour conserver les aliments notamment les fromages, d'éviers en pierre, mais aussi d'une embrasure de tir au cas où l'ennemi aurait réussi à se rendre maître de la partie commune de la place.
Les accès du réduit sont peu nombreux et tous renforcés par des chicanes qui en contrôlent l'entrée. Le plus important est celui qui, par une lourde porte, communique avec la Place d'Armes en franchissant un pont, qui, autrefois, devait être mobile.
La défense du réduit, redoutable, est échelonnée notamment grâce à l'étagement des plates-formes de tir entre les cavaliers d'artillerie et les chemins de ronde. Les parapets supérieurs du donjon, des tours et des cavaliers sont entaillés de dix-sept larges embrasures pour canons.

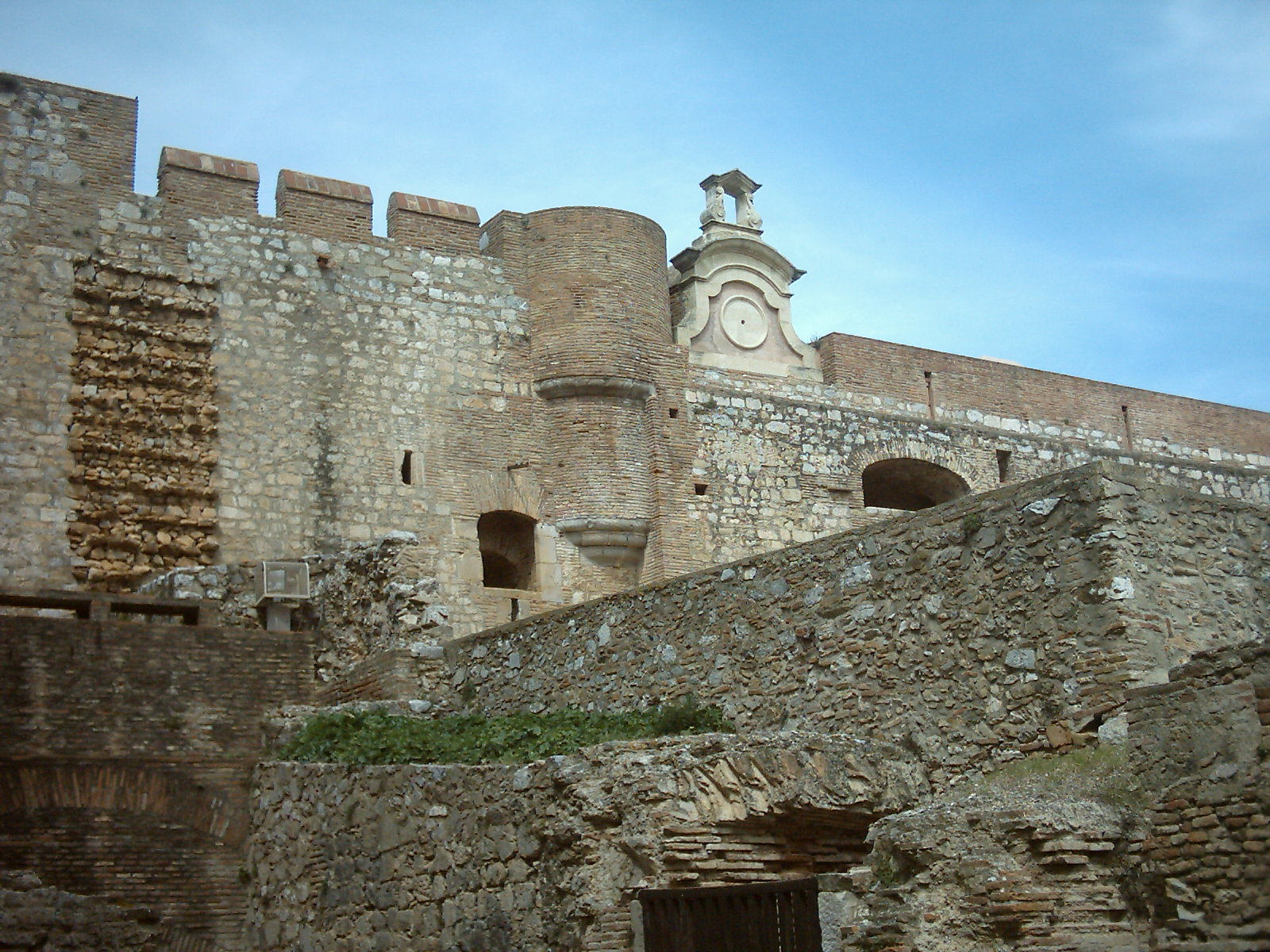
Réduit inachevé dans la cour intérieure

#### La place d'armes
La place d'armes possède en son centre un puits. Alors que la forteresse possède quatorze autres puits, essentiellement prévus pour récupérer de l'eau afin de refroidir les canons, celui-ci était destiné aux hommes et aux chevaux. L'eau du puits affleure à quatre mètres de profondeur environ, soit au niveau de la nappe phréatique.
La cour est bordée sur trois côtés d'un portique à arcades qui donne accès à la chapelle voûtée et aux écuries surmontées de trois niveaux de casernement.

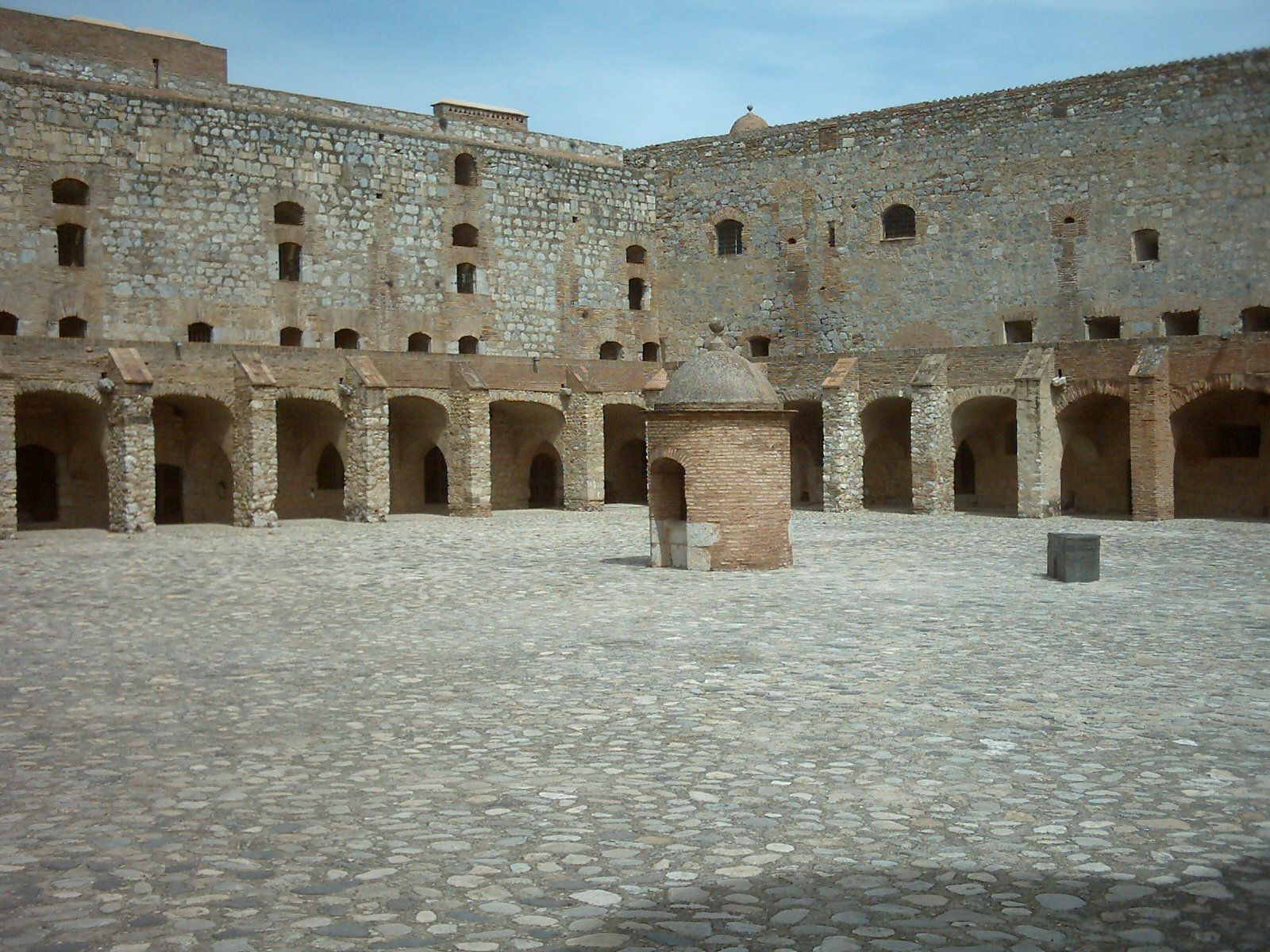
Cour intérieure et puits.
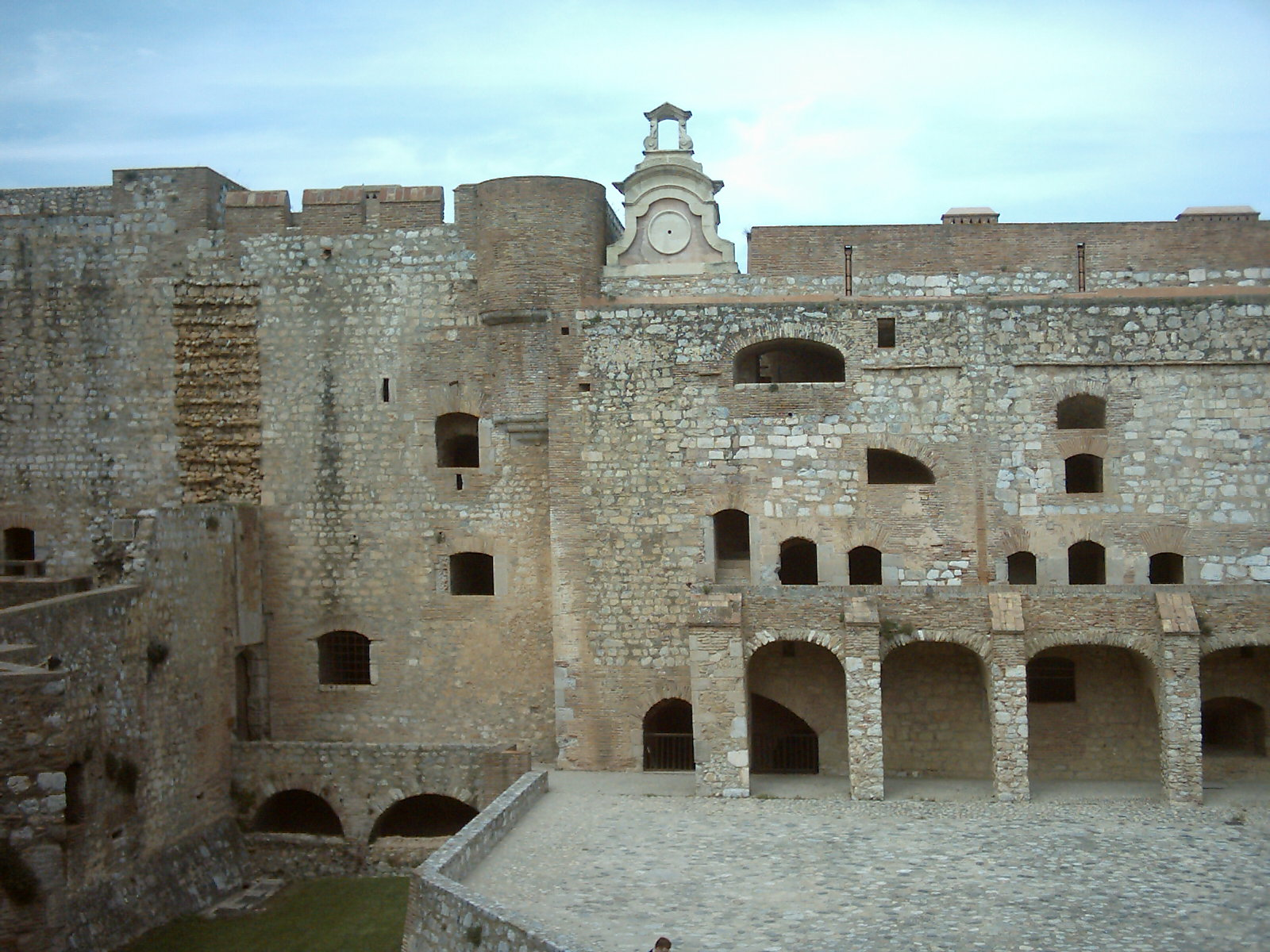
Cour intérieure.
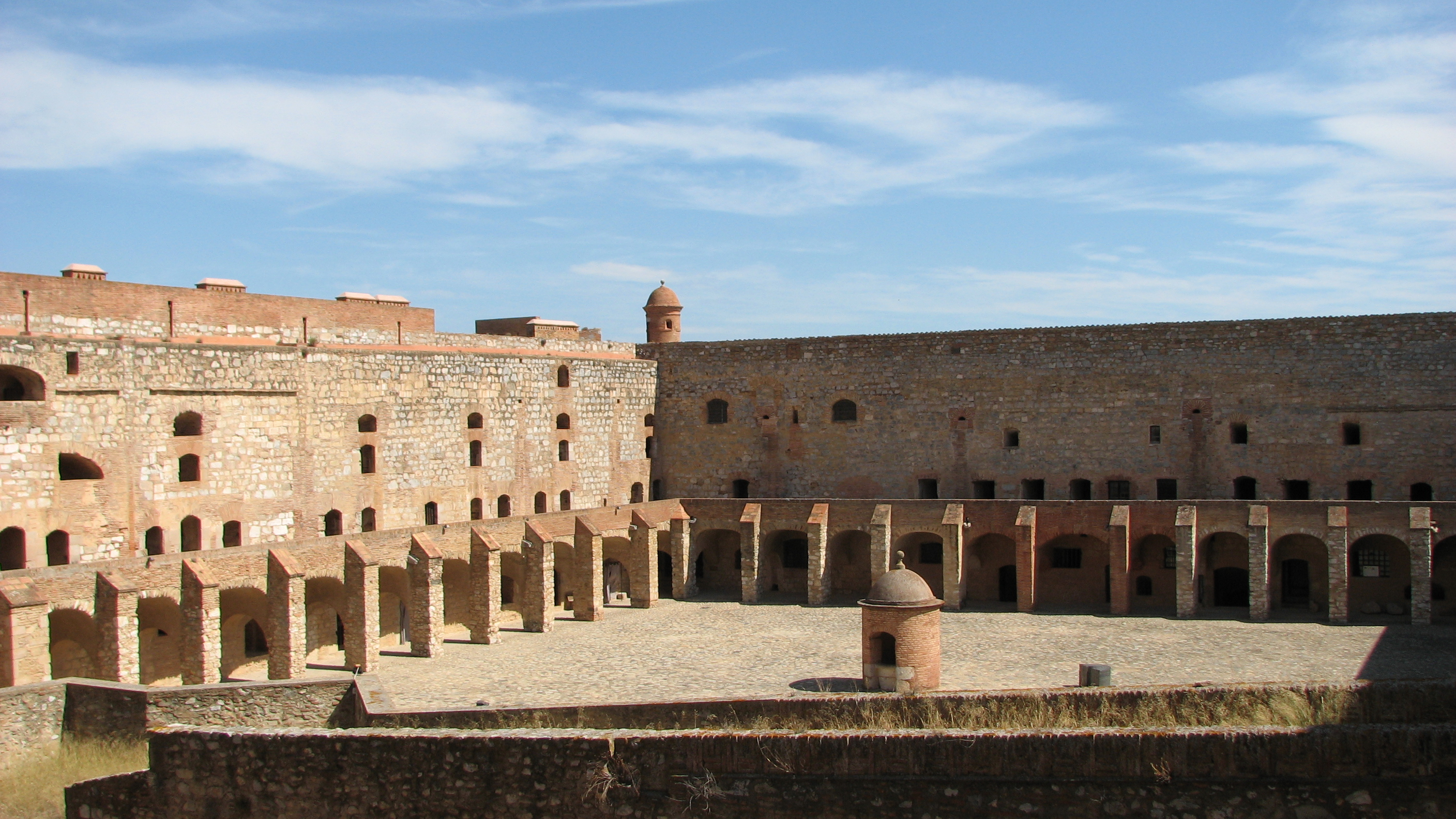
Cour intérieure.

#### La chapelle
La chapelle est destinée à toute la garnison. Elle est dédiée à saint Sébastien. Elle occupe l'extrémité de l'aile est de la place d'Armes. Elle a été dotée, au XVIIe siècle, d'un retable composé de deux pilastres qui cantonnent un cadre mouluré. Il est surmonté d'un fronton orné du Soleil Royal de Louis XIV.

#### Les écuries et le casernement
Si le gouverneur était logé dans la tour de l'Hommage, les officiers dans les ailes sud et nord, les hommes de troupe vivaient dans des dortoirs situés au-dessus des écuries.
Autour de la cour, sur trois côtés, les écuries ont été installées pour pouvoir accueillir jusqu'à 300 chevaux. Les mangeoires sont creusées dans le mur même des fondations des bâtiments.
Au-dessus des écuries, trois étages de casernement pouvaient accueillir jusqu'à 1 500 hommes de rang. Les bâtiments ne sont pas couverts par un toit, mais par une plate-forme de combat, légèrement inclinée vers l'intérieur.
Les bâtiments sont à l'heure actuelle en ruine à l'intérieur.
Les écuries abritent des expositions d'art contemporain.
À la jonction du cavalier d'artillerie est et de l'aile nord, il est possible de distinguer la cage de l'horloge construite au XVIIe siècle. Dans cet angle, se tiennent aussi les latrines à trois places ainsi qu'un espace qui pourrait être une infirmerie.

## Fréquentation
| 1997   | 1998   | 1999   | 2000   | 2001   | 2002   | 2003   | 2004   | 2005   |
| ------ | ------ | ------ | ------ | ------ | ------ | ------ | ------ | ------ |
| 82 500 | 85 011 | 89 460 | 92 405 | 90 159 | 94 915 | 81 379 | 82 903 | 83 886 |

| 2006   | 2007   | 2008   | 2009   | 2010   | 2011   | 2013   | - | - |
| ------ | ------ | ------ | ------ | ------ | ------ | ------ | - | - |
| 82 413 | 83 639 | 84 351 | 83 973 | 85 189 | 79 361 | 75 837 | - | - |

## Le château dans la bande dessinée
La forteresse de Salses a servi de décor pour les cinquième et sixième tomes de la série Les Aventures d'Alef-Thau dessinée par Arno sur un scénario de Jodorowsky.